# .eus

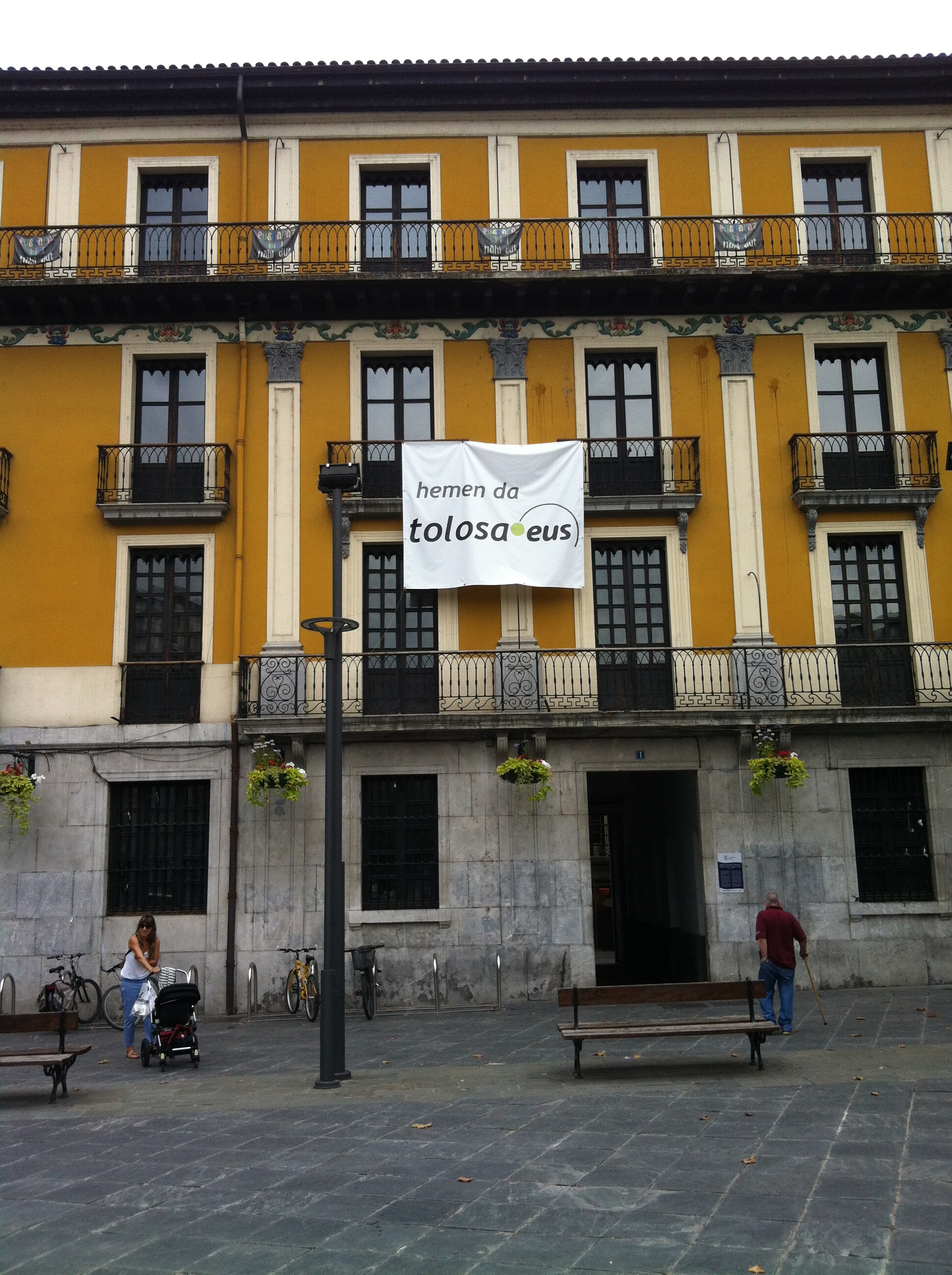
.eus

Logo der PuntuEus Initiative

.eus ist die Top-Level-Domain für die baskische Sprache. Die Abkürzung eus stammt vom baskischen Endonym euskara, was „baskische Sprache“ bedeutet.
Im Jahr 2008 gründeten dotCYMRU, dotEUS, dotSCOT und dotBZH die Gruppe „ECLID“ („European Cultural and Linguistic Domains“). Am 10. Juni 2013 genehmigte die ICANN die Erstellung der Domain. Die Nutzung des Domainnamens war jedoch bis März–April 2014 nur eingeschränkt möglich.